# Campionati del mondo di ciclismo su strada 2018 - Gara in linea femminile Elite
La gara in linea femminile Elite dei Campionati del mondo di ciclismo su strada 2018 si è svolta il 29 settembre 2018 con partenza da Kufstein ed arrivo ad Innsbruck, in Austria, su un percorso di 156,2 km. La vittoria fu appannaggio dell'olandese Anna van der Breggen, che completò il percorso in 4h11'04", alla media di 37,330 km/h, precedendo l'australiana Amanda Spratt e l'italiana Tatiana Guderzo.
Presenti alla partenza 149 cicliste, delle quali 81 sono arrivate al traguardo.

## Squadre partecipanti
| N.      | Cod. | Squadra       |
| ------- | ---- | ------------- |
| 1-8     | NED  | Paesi Bassi   |
| 9-15    | ITA  | Italia        |
| 16-22   | USA  | Stati Uniti   |
| 23-29   | AUS  | Australia     |
| 30-36   | GER  | Germania      |
| 37-42   | BEL  | Belgio        |
| 43-48   | POL  | Polonia       |
| 49-50   | RSA  | Sud Africa    |
| 51-56   | FRA  | Francia       |
| 57-62   | CAN  | Canada        |
| 63-68   | ESP  | Spagna        |
| 69-74   | DEN  | Danimarca     |
| 75-80   | GBR  | Gran Bretagna |
| 81-82   | CUB  | Cuba          |
| 83-85   | NZL  | Nuova Zelanda |
| 86-89   | SLO  | Slovenia      |
| 90-94   | RUS  | Russia        |
| 95-96   | LUX  | Lussemburgo   |
| 97-99   | SWE  | Svezia        |
| 100-101 | FIN  | Finlandia     |
| 102-106 | NOR  | Norvegia      |
| 107-109 | JPN  | Giappone      |
| 110     | ERI  | Eritrea       |
| 111-113 | COL  | Colombia      |

| N.      | Cod. | Squadra           |
| ------- | ---- | ----------------- |
| 114     | VIE  | Vietnam           |
| 115     | LTU  | Lituania          |
| 116-118 | UKR  | Ucraina           |
| 119     | CHN  | Cina              |
| 120     | ETH  | Etiopia           |
| 121-122 | HKG  | Hong Kong         |
| 123-125 | AUT  | Austria           |
| 126     | CZE  | Cechia            |
| 127-128 | BRA  | Brasile           |
| 129-131 | SUI  | Svizzera          |
| 132     | CYP  | Cipro             |
| 133-134 | ISR  | Israele           |
| 135     | SRB  | Serbia            |
| 136-138 | KAZ  | Kazakistan        |
| 139     | CRO  | Croazia           |
| 140     | CHI  | Cile              |
| 141     | IRL  | Irlanda           |
| 142     | GRE  | Grecia            |
| 143     | HUN  | Ungheria          |
| 144     | ROU  | Romania           |
| 145-146 | SVK  | Slovacchia        |
| 147     | TTO  | Trinidad e Tobago |
| 148     | ARG  | Argentina         |
| 149     | ALB  | Albania           |

## Ordine d'arrivo (Top 10)
| Pos. | Corridore            | Squadra     | Tempo    |
| ---- | -------------------- | ----------- | -------- |
| 1    | Anna van der Breggen | Paesi Bassi | 4h11'04" |
| 2    | Amanda Spratt        | Australia   | a 3'42"  |
| 3    | Tatiana Guderzo      | Italia      | a 5'26"  |
| 4    | Emilia Fahlin        | Svezia      | a 6'13"  |
| 5    | Małgorzata Jasińska  | Polonia     | s.t.     |
| 6    | Karol-Ann Canuel     | Canada      | a 6'17"  |
| 7    | Annemiek van Vleuten | Paesi Bassi | a 7'05"  |
| 8    | Amy Pieters          | Paesi Bassi | s.t.     |
| 9    | Lucinda Brand        | Paesi Bassi | a 7'17"  |
| 10   | Ruth Winder          | Stati Uniti | s.t.     |